# Forces terrestres roumaines
Les forces terrestres roumaines (en roumain : Forțele Terestre Române) sont la composante principale des forces armées roumaines, les deux autres étant les Forces navales (en roumain : Forțele Navale) et les Forces aériennes (en roumain : Forțele Aeriene). Comme ailleurs les gendarmes (en roumain : Jandarmeria Română) et les garde-frontières (en roumain : Grănicerii) sont rattachés aux forces terrestres.

## Missions
- Les forces terrestres représentent la composante la plus importante des forces armées roumaines et sont chargées de l'exécution de diverses actions militaires, à caractère terrestre ou aéromobile, dans n'importe quelle zone ou direction.
- Les forces terrestres doivent, indépendamment ou avec d'autres branches militaires roumaines, mener des opérations et des batailles défensives ou offensives, pour la capture ou la destruction d'un ennemi, faisant partie de structures militaires nationales ou multinationales.
- Une partie des unités qui composent la structure opérationnelle actuelle des Forces terrestres doit être en mesure de mener des opérations militaires hors du territoire national, en collaboration avec les forces militaires internationales.

## Histoire

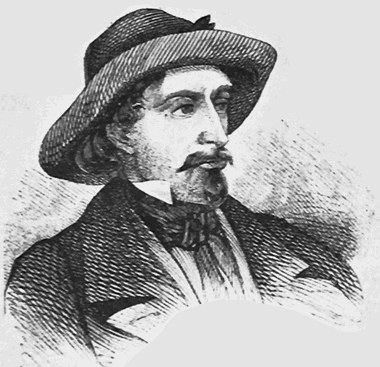
Gheorghe Magheru

L'histoire des forces armées roumaines est celle des États qu'elles ont eu à défendre (voir histoire de la Roumanie) : Valachie, Dobrogée, Moldavie, Royaume de Roumanie, Roumanie communiste et Roumanie démocratique. Ces forces terrestres ont eu à combattre, pendant toute la période ancienne, contre les Ottomans et les Tatars : leurs actions ont permis de sauvegarder l'autonomie des Principautés roumaines, qui, contrairement à ce que montrent par erreur beaucoup d'atlas historiques occidentaux, n'ont jamais été des provinces turques, mais des États pourvus de leurs propres institutions, lois, princes et forces armées, seulement tributaires de l'Empire ottoman. Ces anciennes forces militaires étaient traditionnellement organisées en arcaşi (archers), călărași (cavalerie régulière), roșiori (chevau-légers), dorobanți (infanterie régulière), panduri (pandoures, franc-tireurs irréguliers), pușcași (mousquetaires réguliers), et tunari (artillerie régulière) ; on y trouvait aussi des auxiliaires irréguliers, les arnaoutes (mercenaires) et les răzeși (engagés volontaires). À partir du XVIIIe siècle, ces forces ont été engagées dans les guerres russo-turques, tantôt d’un côté, tantôt de l’autre, les premières créations d'armées roumaines indépendantes ayant été faite par Tudor Vladimirescu lors de la révolution valaque de 1821 et par Gheorghe Magheru lors de la révolution roumaine de 1848. Cependant, Magheru a ordonné à ses troupes de se dissoudre lorsque les forces ottomanes ont envahi Bucarest pour arrêter la révolution.
Les forces terrestres roumaines ont été fondées le 24 novembre 1859 par l'unificaton des forces armées des principautés danubiennes de Moldavie et Valachie. C'est lors de la dixième guerre russo-turque, celle de 1877-1878, que l'action militaire de l'armée roumaine contre l'Empire ottoman a abouti à la reconnaissance, par la communauté internationale, de l'indépendance de la Roumanie et c'est pourquoi cette guerre est appelée en Roumanie la « guerre d'indépendance ». Les campagnes suivantes furent une participation à la deuxième guerre des Balkanique contre la Bulgarie (qui brisa l'amitié bulgaro-roumaine née des renaissances culturelles bulgare et roumaine), à la Première Guerre mondiale contre les puissances centrales (dans laquelle l'armée roumaine remporta les batailles décisives de Mărăști et Mărășești, évitant ainsi une occupation totale du pays), à la coalition antibolchevique de 1919 contre la Hongrie communiste (qui valut à la Roumanie des tracés frontaliers avantageux au traité de Trianon), à la Seconde Guerre mondiale (dans l'Axe contre l'URSS jusqu'en 1944, puis aux côtés des Alliés contre l'Axe en 1944-45, ce qui valut au pays de recouvrer la Transylvanie du Nord qu'un arbitrage de Hitler avait, en 1940, attribuée à la Hongrie). Lorsque le Parti communiste roumain prit le pouvoir le 6 mars 1845, il procéda à une sévère épuration de l'armée qui fut soviétisée par un remplacement quasi-intégral des gradés, qui n'épargna que les deux divisions roumaines Alliées « Tudor Vladimirescu » et « Horia-Cloșca-Crișan » ayant combattu en URSS durant toute la guerre aux côtés de l'Armée rouge. Alors que la Roumanie était occupée par l'URSS, l'armée roumaine fut placée sous commandement soviétique et intégrée le 14 mai 1955 au Pacte de Varsovie. Avec la dislocation de l'URSS et la chute des régimes communistes en Europe, le Pacte de Varsovie se trouva de facto dissous.
Depuis la fin des années 1990, le retour à de nouvelles formes de guerre froide a incité la Roumanie à rejoindre l'OTAN le 19 mars 2004. La conscription a été abolie, la professionnalisation achevée et une modernisation des équipements est en cours.

### Guerre d'indépendance roumaine

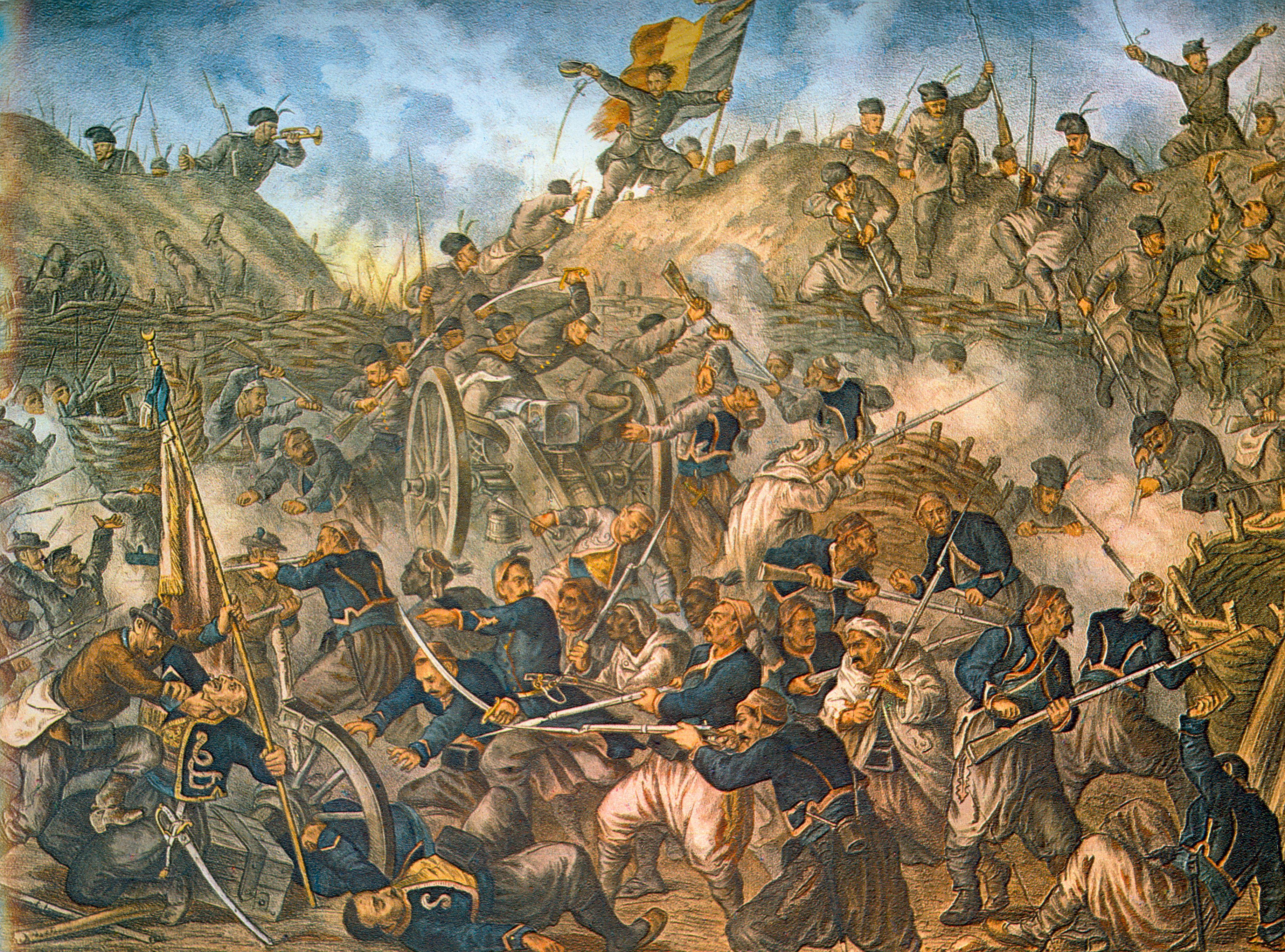
Troupes roumaines prenant la redoute de Grivitsa.

Les forces terrestres roumaines actuelles ont été formées en 1859, immédiatement après l'union de la Valachie et de la Moldavie, et ont été commandées par Alexandru Ioan Cuza, Domnitor de Roumanie jusqu'à son abdication en 1866. En 1877, à la demande du Nicolas Constantinovitch de Russie l'armée roumaine se plaça sous commandement intégré russe et, dirigée de jure par le roi Carol Ier, combattit dans ce qui allait devenir la guerre d'indépendance roumaine. Ils ont participé au siège de Pleven et à plusieurs autres batailles. Les Roumains ont gagné ces batailles au prix de 27 000 pertes.

### Seconde Guerre des Balkans
L'armée roumaine est entrée dans la Deuxième guerre balkanique contre la Bulgarie, à laquelle elle arracha la Dobroudja du Sud (à la population surtout turque, mais aussi bulgare, et presque pas roumaine). Bien que quelque 330 000 soldats ont été mobilisés, les Roumains n'ont rencontré que très peu de résistance en Bulgarie car ce pays était alors en train d'affronter ses autres ennemis dans le sud, et c'est pourquoi l'historiographie bulgare parle de « coup de poignard dans le dos ». Au cours de cette guerre, l'armée roumaine a subi une épidémie de choléra qui fit 1 600 victimes,.

### Première Guerre mondiale

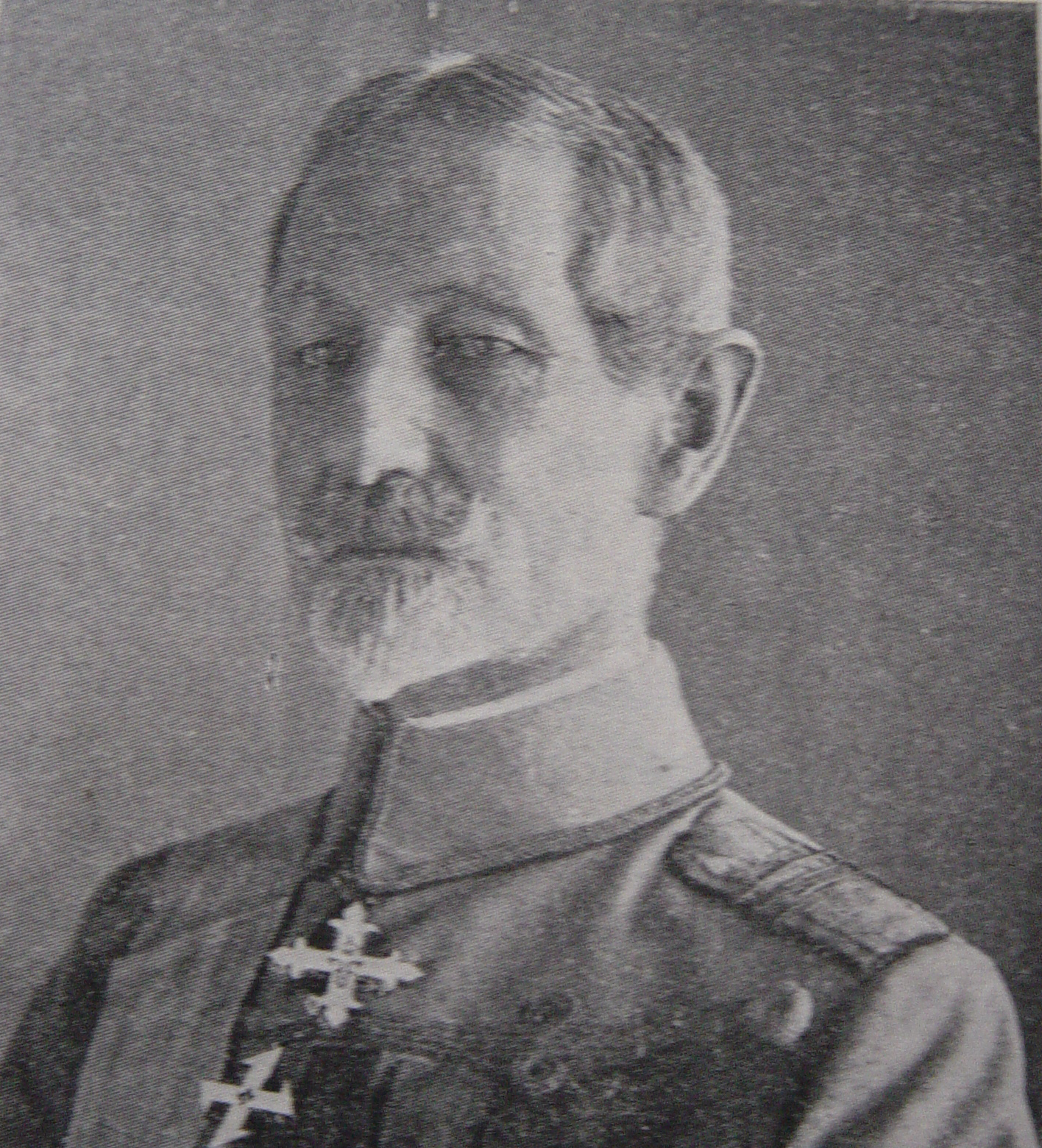
Maréchal Alexandru Averescu

Le 6 juillet 1916, le Royaume de Roumanie déclare la guerre à l'Empire allemand et à l'Autriche-Hongrie et entre ainsi dans la Première Guerre mondiale à la suite du succès initial de l'offensive Broussilov (offensive russe majeure contre les puissances centrales sur le front de l'Est). Les armées roumaines entrent en Transylvanie austro-hongroise tandis que les forces russes entrent en Bucovine et en Galicie. Cependant, les forces allemandes sous le commandement du général Erich von Falkenhayn bloquent l'attaque en novembre 1916 et repoussent les forces russo-roumaines. Dans le même temps, les forces austro-hongroises, bulgares et ottomanes envahissent le sud de la Roumanie, anéantissent les forces roumaines à Tutrakan et conquièrent fin 1916 la partie sud du pays (la Valachie, avec la capitale Bucarest). Les forces roumaines, dirigées par le maréchal Constantin Prezan, se replient dans la partie nord-est de la Roumanie (Moldavie) et transfèrent la capitale à Iași. À l'été 1917, alors que la toute jeune république russe voit son armée se débander, Prezan défend avec succès les territoires roumains restants contre les forces allemandes et austro-hongroises dirigées par le maréchal August von Mackensen. Le général Alexandru Averescu mène la deuxième armée lors de la victoire à la bataille de Mărăști (22 juillet au 1er août 1917), tandis que les généraux Constantin Cristescu et Eremia Grigorescu, logistiquement soutenus par la mission française Berthelot, mènent la 1re armée à la victoire à la bataille de Mărășești (6 août au 8 septembre 1917).
Toutefois, à la suite de la révolution russe, la Roumanie, isolée, à bout de munitions et incapable de poursuivre la guerre, est forcée de signer le traité de Bucarest avec les puissances centrales. Plus tard, en 1919, l'Allemagne renonça, dans l'article 259 du traité de Versailles, à tous les avantages qu'elle avait obtenus au Traité de Bucarest en 1918. Après l'offensive réussie sur le front de Thessalonique, qui mit la Bulgarie hors de combat, la Roumanie rentra dans la guerre le 10 novembre 1918, veille de l'armistice en Occident.

### Guerre antibolchévique en Hongrie
Alors que l'Autriche-Hongrie se disloque, en décembre 1918, la Grande Assemblée nationale d'Alba Iulia (en) proclame l'union avec le Royaume de Roumanie (en). Plus tard, en avril 1919, la République soviétique hongroise tente d'essaimer à travers des républiques communistes-sœurs au Banat et en Slovaquie. Cela débouche sur la formation, le 15 avril 1919, d'une coalition franco-roumaine, franco-serbe, tchéco-slovaque et hongroise conservatrice de Gyula Peidl et Miklos Horthy : cette coalition antibolchévique de l'été 1919 balaie, sous le commandement des généraux Gheorghe Mărdărescu et Traian Moșoiu, la République des Conseils qui aura duré 133 jours. L'armée roumaine victorieuse occupe Budapest en août 1919 et permet ainsi à Miklós Horthy de prendre le pouvoir.

### La Seconde Guerre mondiale

#### Avec les puissances de l'Axe

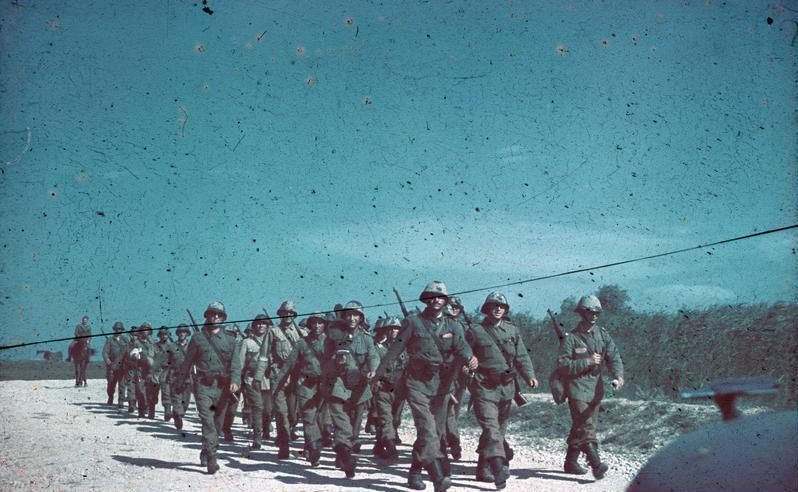
Infanterie roumaine en marche en 1943 vers le Front de l'Est.

En juin 1940, l'occupation soviétique de la Bessarabie et de la Bucovine du Nord affaiblit le régime carliste et favorise en septembre 1940 l'accession au pouvoir du maréchal) Ion Antonescu autoproclamé « Pétain roumain » et Conducător (« Guide »). Un état fasciste se met en place et signe le pacte tripartite avec les puissances de l'Axe, participant ensuite à l'attaque contre l'URSS en 1941 aux côtés de la Wehrmacht. Le « Groupe d'armées Antonescu » était composé le 22 juin 1941 de la 3e armée, de la 4e armée, du 2e corps d'armée et de la 11e division d'infanterie. La 3e armée comprenait le 4e corps d'armée (6e et 7e divisions d'infanterie), le corps de cavalerie, le corps de chasseurs alpins, deux bataillons d'artillerie distincts, une unité d'assistance technique et le 3e commandement de coopération de l'armée de l'air. La 4e armée se composait du 3e corps d'armée, du 5e corps d'armée, du 11e corps d'armée (deux brigades de forteresse) et du 4e commandement de la coopération de l'armée. Le 2e corps d'armée au niveau du groupe d'armées, dirigé par le général de division Nicolae Macici, contrôlait les 9e et 10e divisions d'infanterie et la 7e brigade de cavalerie. De plus, la 1re division blindée a été formée pour servir sur le front de l'Est. La première offensive du groupe d'armées, en collaboration avec la 11e armée, l'opération München, a permis à la Roumanie de reprendre le territoire immédiatement à l'est du Dnister, ancienne partie de la Moldavie. Les armées roumaines ont vu leurs premières grandes batailles à Odessa et Sébastopol, et en 1942, elles ont avancé avec d'autres forces de l'Axe plus profondément dans le territoire soviétique lors de l'opération Fall Blau. Début novembre, les troupes de montagne roumaines sous le commandement du général de brigade Ioan Dumitrache prennent Naltchik, le point le plus éloigné de l'avancée de l'Axe dans le Caucase.
L'armée roumaine avait auprès des Allemands la réputation d'être inefficace, peu fiable,, et encline à trahir,, d'autant que deux divisions roumaines alliées « Tudor Vladimirescu » et « Horia-Cloșca-Crișan » respectivement commandées par le colonel Nicolae Cambrea et le général Mihail Lascăr (qui fut plus tard ministre de la Défense de 1946 à 1947) combattaient aux côtés de l'Armée rouge, et qu'à Stalingrad, des divisions entières se rendirent lors de la contre-offensive soviétique de novembre 1942, qui dispersa les forces de la 3e armée du général Petre Dumitrescu (déployée au nord de Stalingrad) et de la 4e armée du lieutenant-général Constantin Constantinescu-Claps (déployée au sud de Stalingrad) : environ 158 000 hommes furent tués ou capturés, et dans le second cas, invités à rejoindre les divisions « Tudor Vladimirescu » ou « Horia-Cloșca-Crișan » afin de « rentrer au pays en vainqueurs ».
En mars 1944, le front de l'Est de l'Axe recule vers l'Ouest devant l'offensive de l'Armée rouge (IIe front et IIIe front d'Ukraine). Après une première avancée partielle en Roumanie, contre les forces du général Mihai Racovițǎ et les éléments de la 8e armée allemande, les Soviétiques stabilisent le front pour cinq mois en Moldavie septentrionale et concentrent leurs forces plus au nord, pour avancer en Pologne, car ils savent que la mission clandestine inter-Alliée Autonomous du SOE est à Bucarest, en contact avec le roi roumain Michel Ier qui négocie, à Ankara et au Caire, par l'intermédiaire du prince Barbu Știrbei et de la princesse Marthe Bibesco, le passage de la Roumanie aux Alliés. Staline attend donc que la Roumanie « tombe comme un fruit mûr », ce qui se produit le 20 août 1944 lorsque les généraux roumains Gheorghe Avramescu et Petre Dumitrescu ouvrent le front à l'armée rouge : ayant perdu 8 300 tués, 25 000 blessés et 25 avions, ils sont accusés de trahison, et, pour quelques heures, sont remplacés par Ilie Șteflea, un fidèle du maréchal Antonescu, le jour même de l'arrestation du dictateur lors du coup d'état du 23 août 1944.

#### Avec les puissances alliées

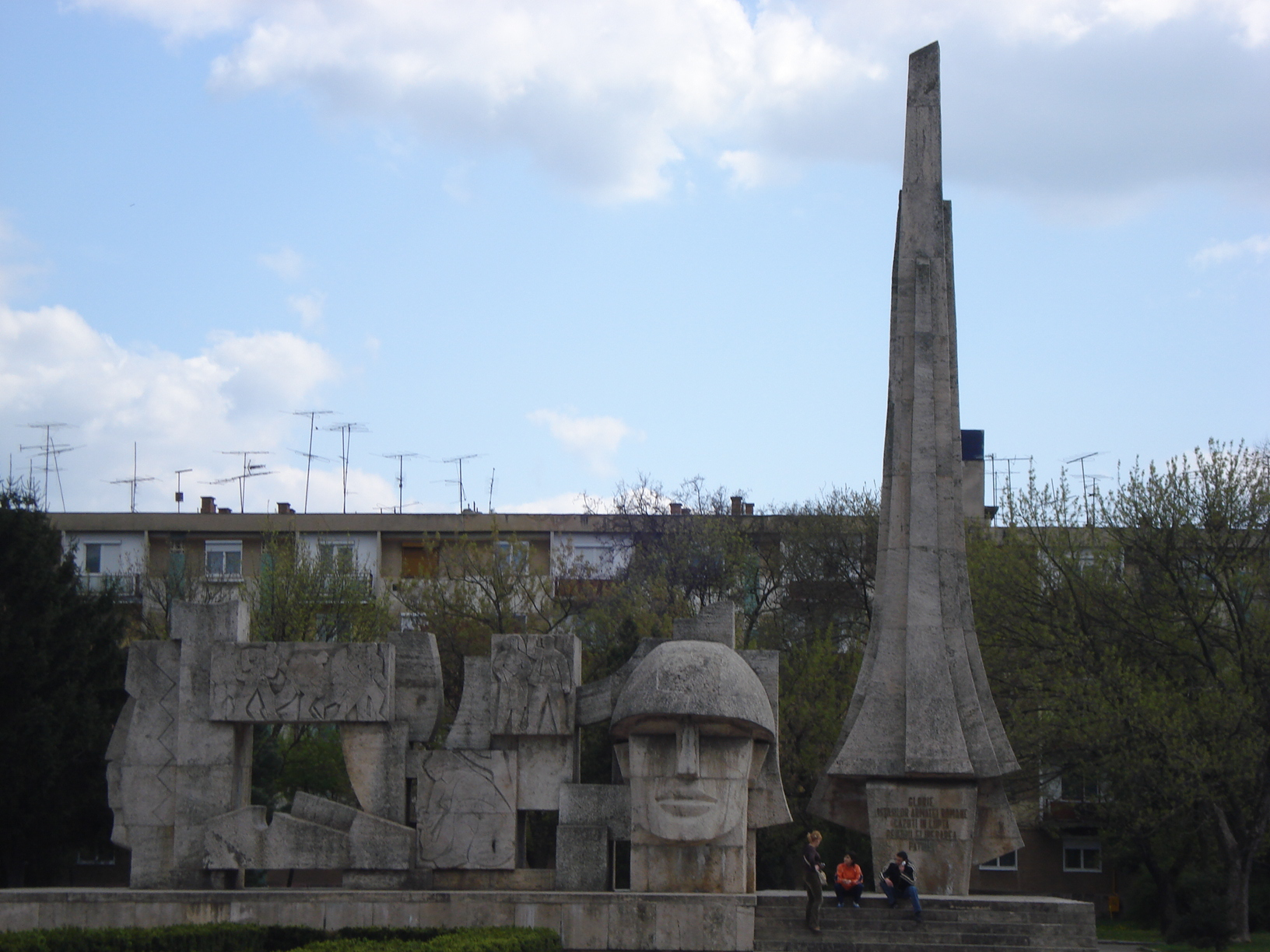
Monument du soldat roumain à Carei

Le 23 août 1944, un coup d'État soutenu par le roi Michel Ier de Roumanie arrête le maréchal Antonescu et met en place un gouvernement pro-allié. On a estimé que le coup d'État royal a raccourci la guerre de six mois. La Roumanie déclare la guerre à l'Allemagne nazie et à ses alliés, et la 1re armée (sous le commandement du général Macici et plus tard Vasile Atanasiu) et la 4e armée (sous le commandement du lieutenant-général Gheorghe Avramescu et plus tard Nicolae Dăscălescu) attaquent l'Axe. Après avoir expulsé les dernières unités de la Wehrmacht et de l'armée hongroise de Roumanie lors des batailles de Turda et de Carei, les armées roumaines prennent part au siège de Budapest et à l'offensive de Prague de mai 1945.

### Guerre froide
L'occupation soviétique de la Roumanie s'accompagne d'une réorganisation complète des forces terrestres roumaines sous la supervision de l'Armée rouge. L'épuration commence par les éléments pro-allemands mais se poursuivent ensuite par la plupart des officiers ayant été formés et servi la monarchie, remplacés par d'anciens prisonniers des soviétiques, formés et endoctrinés par des commissaires politiques, l'un des plus connus étant Walter Roman, ancien des Brigades internationales et futur père du premier ministre roumain Petre Roman. La réorganisation d'après-guerre des forces terrestres, sous la supervision du nouveau ministre de la Défense, Emil Bodnăraș, comprenait la cavalerie, mais cette branche a disparu des forces armées avec le démantèlement en novembre 1954 de la 59e division de cavalerie à Oradea. Même après le passage de la Roumanie aux Alliés en août 1944 et l'armistice soviéto-roumain du 12 septembre 1944, de nombreux officiers roumains sont arrêtés par le NKVD et emmenés en captivité en URSS où ils sont jugés selon leur comportement sous les ordres du régime Antonescu dans la guerre anti-soviétique : plus d’un finit au Goulag pour ne jamais revenir[réf. nécessaire]. Parmi les 140 000 militaires roumains faits prisonniers (souvent par unités entières), la plupart des simples soldats furent rapidement libérés (certaines unités furent prisonnières pour quelques heures seulement, l'Armée rouge ayant du mal à nourrir ses propres soldats) et gagnèrent le front anti-allemand, mais la majorité des gradés ne revinrent pas de captivité. Dans ses Mémoires, le capitaine Titus Bărbulescu relate avoir échappé à cette « épuration déguisée » en revêtant un uniforme de simple soldat. Plus tard, fait prisonnier par les Allemands en Hongrie, détenu à Linz et libéré par les Américains, il échappe une seconde fois au Goulag grâce à son français parfait, en se faisant passer pour Jean Béçon, un prisonnier français qui, ayant trouvé l'amour en Autriche, lui laissa son paquetage et sa carte : ainsi, Bărbulescu fut envoyé en France (où il devint professeur à la Sorbonne) au lieu d'être livré aux Soviétiques, comme l'étaient ses compatriotes….
La « soviétisation » de l'armée impliquait de copier le modèle soviétique d'organisation militaire et politique (avec notamment la présence dans chaque unité d'un commissaire politique tout-puisant, dont l'autorité s'étend même aux plus hauts gradés) et de changer la doctrine militaire de combat et de défense dans le contexte de l'intégration de la Roumanie dans le système stratégique des Soviétiques, au début de la guerre froide.
Au début des années 1950, les forces terrestres roumaines atteignent 12 divisions de fusiliers, une mécanisée et une blindée sont formées en 1959[réf. nécessaire]. À partir de 1959, les divisions de fusiliers et mécanisées sont converties en divisions mécanisées (équivalent des fusiliers motorisés soviétiques) et les réductions d'effectifs commencent. Gordon Rottman écrit, en 1987, que « la taille de la force est tombée à six divisions mécanisées et deux blindées en 1970. De 1970 à 1976, trois autres divisions de fusiliers motorisées ont été formées, mais une a été désactivée en 1977, et les huit divisions de fusils motorisées et les trois divisions blindées sont restées ainsi pendant le reste de la guerre froide »[réf. obsolète]. En réalité, le nombre de divisions blindées actives n'a jamais dépassé deux. En cas de guerre, au moins quatre autres divisions d'infanterie motorisées et une division de chars auraient pu être formées.
De 1947 à 1960, le pays semble avoir été divisé en trois grandes régions militaires capables de constituer chacune un corps d'armée en cas de guerre, correspondant aux régions traditionnelles de Transylvanie (QG à Cluj), Moldavie (QG à Bacău) et Valachie (QG à Bucarest)[réf. obsolète]. Les « armées » semblent avoir succédé aux « régions militaires » en 1960 passant à quatre en 1980, avec les QG à Cluj (nord-ouest), Iași (nord-est), Craiova (sud-ouest) et Bucarest (sud-est).
Au cours des années 1980, les forces terrestres comptaient 140 000 hommes, dont les deux tiers étaient des conscrits[réf. obsolète], souvent employés comme main-d'œuvre gratuite pour les grands travaux du régime Ceaușescu. En 1989, les forces terrestres étaient organisées en quatre armées : la 1re armée à Bucarest, la Deuxième Armée à Buzău, la 3e armée à Craiova et la 4e armée à Cluj. Les forces terrestres se composaient de huit divisions mécanisées (d'infanterie) (1re, Bucarest, 2e, Craiova, 9e, Constanța, 10e, Iași, 11e, Oradea, 18e, Timișoara, 67e, Brăila et 81e, Dej) deux divisions blindées (la 57e division de chars à Bucarest et la 6e division de chars à Târgu Mureș), une brigade blindée, quatre brigades d'infanterie de montagne et quatre régiments de parachutistes,.
- 1er commandement de l'armée
  - 1re division mécanisée, 57e division de chars et 2e brigade de montagne
- 2e commandement de l'armée
  - 9e division mécanisée, 10e division mécanisée, 67e division mécanisée et 32e brigade de missiles tactiques
- 3e commandement de l'armée
  - 2e division mécanisée, 18e division mécanisée, la 7e brigade de chars et la 4e brigade de montagne
- 4e commandement de l'armée
  - 11e division mécanisée, 81e division mécanisée, 6e division de chars, 1re et 5e brigades de montagne et 37e brigade de missiles tactiques

Les divisions mécanisées ont été organisées selon le modèle soviétique avec un QG de division, trois régiments d'infanterie mécanisés, un régiment de chars, des unités de combat et de soutien des services et un effectif complet de 10 700 soldats d'infanterie, ayant 130 chars de combat principaux, 216 véhicules blindés à roues (APC), 30 véhicules blindés de reconnaissance à roues, 18 canons automoteurs légers SU-76, 54 remorqués de 120 mm. M-38/-43 (ou Md. 1982 120 mm de fabrication roumaine), 36 obusiers tractés de 122 mm M1938 (M-30) et 12 montés sur camion (production roumaine) ainsi que des lances-roquettes multiples APR-40 de 122 mm (qui seront remplacés plus tard en partie par les systèmes LAROM). Comparées à des divisions soviétiques, hongroises ou bulgares similaires, les divisions roumaines étaient moins bien équipées, tant en nombre qu'en qualité d'armes lourdes. Les divisions blindées étaient composées de 3 régiments de chars et d'un régiment d'infanterie mécanisée plus des unités de soutien. Les régiments d'artillerie, antichar et de défense aérienne des divisions devait fournir un appui-feu spécialisé qui devait permettre aux régiments de fusiliers motorisés et de chars de manœuvrer. Chacun des quatre commandements de l'armée comprenait une brigade d'artillerie antiaérienne et un régiment d'artillerie de missiles de défense aérienne (Surface-Air). Trois des quatre régiments de missiles de défense aérienne étaient équipés de systèmes 2K12 Koub et le quatrième régiment de 9K33 Osa. À la fin des années 1980, les régiments d'artillerie des divisions mécanisées et de chars étaient organisés en un QG régimentaire, deux bataillons d'artillerie et un bataillon de lance-roquettes multiple[réf. nécessaire].
En termes d'équipement de combat, la force terrestre roumaine a exploité un total de 2 825 chars: 1 059 chars T-34-85 obsolètes (datant de la deuxième guerre mondiale), 785 chars soviétiques et tchécoslovaques T-55/-55A/-55AM, 415 chars roumains TR-77-580, 535 chars roumains TR-85-800 et 31 chars soviétiques T-72. Les 9e et 11e divisions mécanisées utilisaient des chars TR-77-580 de construction roumaine, la 2e division mécanisée et la 57e division de chars opéraient des chars TR-85-800 de construction roumaine, les 10e et 81e divisions mécanisées et la 6e division de chars opéraient les chars soviétique et Tchécoslovaques T-55/-55A/-55AM, tandis que les trois divisions mécanisées restantes (1re, 18e et 67e) étaient équipées d'équipements mixtes, y compris un certain nombre de chars soviétiques T-34-85 obsolètes, au sein de leurs régiments mécanisés. La 1re division mécanisée Tudor Vladimirescu exploitait apparemment quatre types de chars, du T-72 soviétique moderne « Oural-1 », à un certain nombre de chars roumains TR-77-580 et soviétiques T-55A, et au T-34 obsolète[réf. nécessaire].
La structure principalement défensive des forces terrestres roumaines a également été mise en évidence par les cinq régiments antichars (missiles d'artillerie) (chacun avec 36 canons antichars roumains de 100 mm M1977 et 12 lanceurs ATGM basés sur les véhicules de reconnaissance 4 x 4 blindé BRDM-2 équipé avec des Malioutka ou des Konkours, placés notamment dans les zones les plus exposées à une éventuelle attaque blindée, et subordonnés aux quatre commandements de l'armée. En plus de ceux-ci, il y avait aussi neuf bataillons d'artillerie antichar, pour la plupart subordonnés aux divisions mécanisées, certains équipés de canon antichar de 100 mm de fabrication roumaine M1977, mais la majorité avec un canon antichar D-48 de 85 mm de production soviétique plus ancien[réf. nécessaire].
Les bataillons de missiles sol-sol étaient divisés en quatre batteries, chacune équipée d'un lance-missiles. La FTR a exploité 32 systèmes de missiles balistiques à courte portée 9K52 Luna-M et 18 systèmes de missiles balistiques tactiques R-17 Elbrus. Chaque division mécanisée avait un bataillon de missiles Luna-M, tandis que deux des quatre commandements de l'armée avaient également une brigade de missiles Elbrus. Les Luna et Scud se sont avéré assez imprécis au combat, ils seraient des armes peu efficaces transportant des ogives hautement explosives conventionnelles. Munis d'ogives nucléaires ou chimiques, ils pourraient cependant être dévastateurs. Selon un ancien responsable roumain écrivant en 1988, la Roumanie produisait des agents chimiques qui pouvaient être largués par des missiles de champ de bataille. Les chasseurs alpins (vânători de munte), réactivés en 1961, ont été constitués en une branche indépendante de la FTR avec 4 brigades de montagne distinctes en 1989, étant considérés comme les forces les mieux entraînées de l'armée de la Roumanie communiste. Chaque brigade disposait d'une compagnie mécanisée équipée d'APC MLVM (en) et d'un bataillon d'artillerie de montagne de 76 mm, mais la plupart de l'équipement était destiné à une unité d'infanterie légère motorisée[réf. nécessaire].

### L'ère post-communiste
À la suite de la chute de la dictature communiste de 1989, il n'y eut pas d'épuration mais les budgets militaires du régime Ceaușescu furent fortement réduits : en 1990 le budget militaire représente le tiers de celui de 1988 (636 millions de dollars), 50 % des équipements ont plus de 30 ans, 60 % des véhicules blindés et 85 % des unités de missiles n'étaient pas opérationnelles, de sorte que de nombreuses unités furent dissoutes et de nombreux équipements obsolètes furent ferraillés sans être remplacés. Un grand nombre de gradés prirent des retraites anticipées. Le manque de carburant et d'entraînement achevèrent de réduire la capacité militaire roumaine, qui ne semblait plus aussi nécessaire dans un monde qui semblait alors s'acheminer vers une démocratisation généralisée. Au début des années 1990, des unités majeures sont dissoutes et de nombreux équipements sont progressivement supprimés ou mis au rebut en raison d'une grave pénurie de fonds. Toute la structure des forces terrestres est réorganisée en « corps territoriaux » avec des régiments et des bataillons. Au milieu des années 1990, la situation des forces terrestres est critique : le niveau de préparation au combat et de capacité militaire est extrêmement faible (seulement environ 30% de l'ensemble des forces terrestres sont opérationnelles). Cependant, après 1996, le gouvernement prend des mesures : le budget militaire est passé de 636 millions de dollars en 2000 à 2,8 milliards de dollars en 2007 et officiellement, le programme de modernisation et de restructuration des forces armées a débuté le 11 avril 2000.

## Organisation

Unités opérationnelles des forces terrestres roumaines à partir de 2023 (cliquez sur l'image pour l'agrandir).

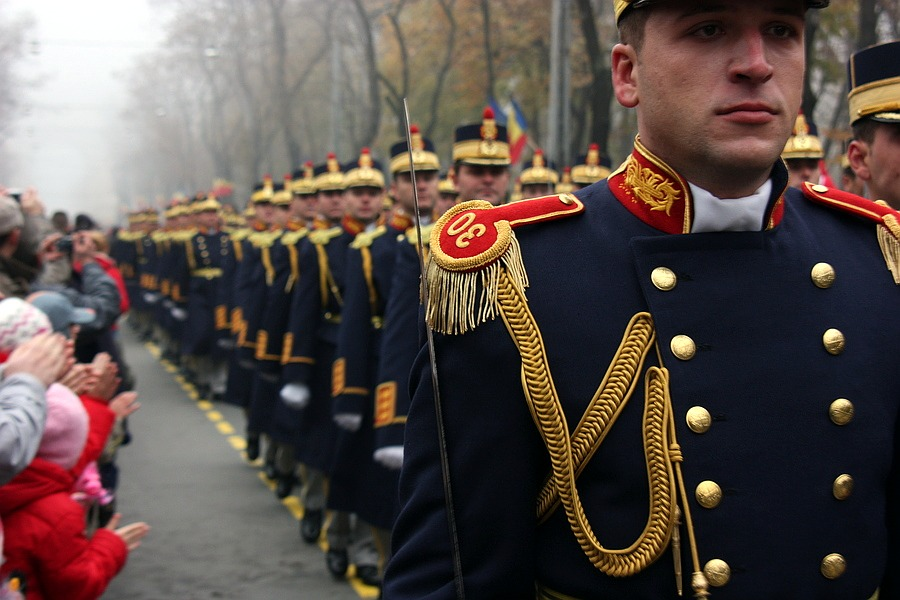
Soldats de la Garde républicaine défilant lors de la Fête nationale roumaine le 1er décembre à l'Arc de triomphe de Bucarest.

### Effectif
En 2005, l'armée comprenait huit brigades de combat, quatre d'appui au combat et deux brigades logistiques, tandis que dix brigades de combat, cinq d'appui au combat et deux brigades logistiques pouvaient être mobilisées en cas de crise. Bon nombre de ces unités ont été réorganisées dans le cadre du plan des forces de 2007.
Actuellement, environ 75 000 militaires et 15 000 civils composent les forces armées, pour un total de 90 000 personnels. Sur les 75 000 militaires, environ 43 000 militaires sont dans les forces terrestres.

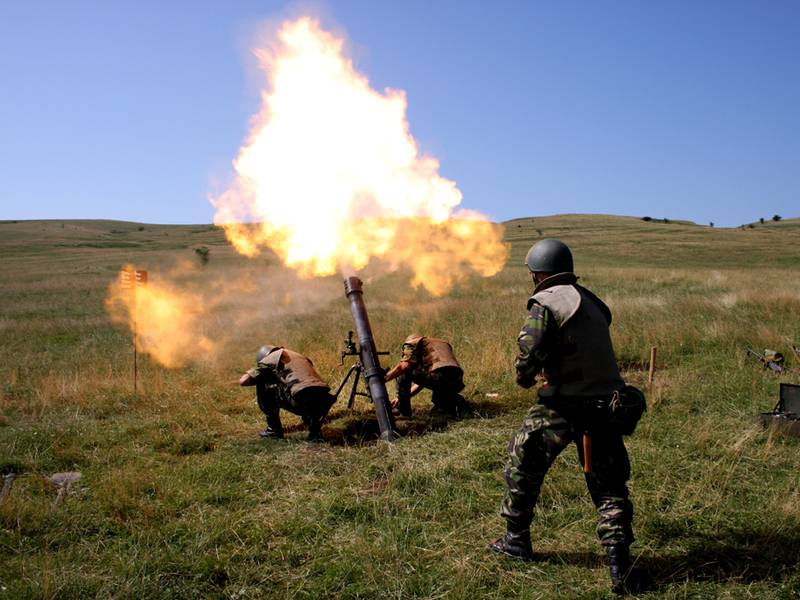
Soldats tirant un mortier de 120 mm (fabriqué localement, modèle 1982) lors de l'exercice militaire Getica 2008

### Modernisation
Les forces terrestres roumaines subissent une modernisation en trois étapes. En 2007, la première étape à court terme s'est achevée (réorganisation de la structure de commandement et mise en place du service militaire volontaire). 2015 a marqué la fin de la deuxième étape (intégration opérationnelle à la fois dans l'OTAN et dans l'Union européenne). 2025 est la date fixée pour l'achèvement de l'étape à long terme (intégration technique complète dans l'OTAN et l'UE). Les étapes visent à moderniser la structure des forces armées, à réduire le nombre de personnel, ainsi qu'à acquérir une technologie plus récente et améliorée compatible avec les normes de l'OTAN.
La Roumanie a aboli le service militaire obligatoire le 23 octobre 2006. Cela est dû à un amendement constitutionnel de 2003 qui a permis au parlement de rendre le service militaire facultatif. Le Parlement roumain a voté l'abolition de la conscription en octobre 2005, ce vote officialisant l'un des nombreux programmes de modernisation et de réforme militaires que la Roumanie a acceptés lors de son adhésion à l'OTAN en mars 2004.

### Structure

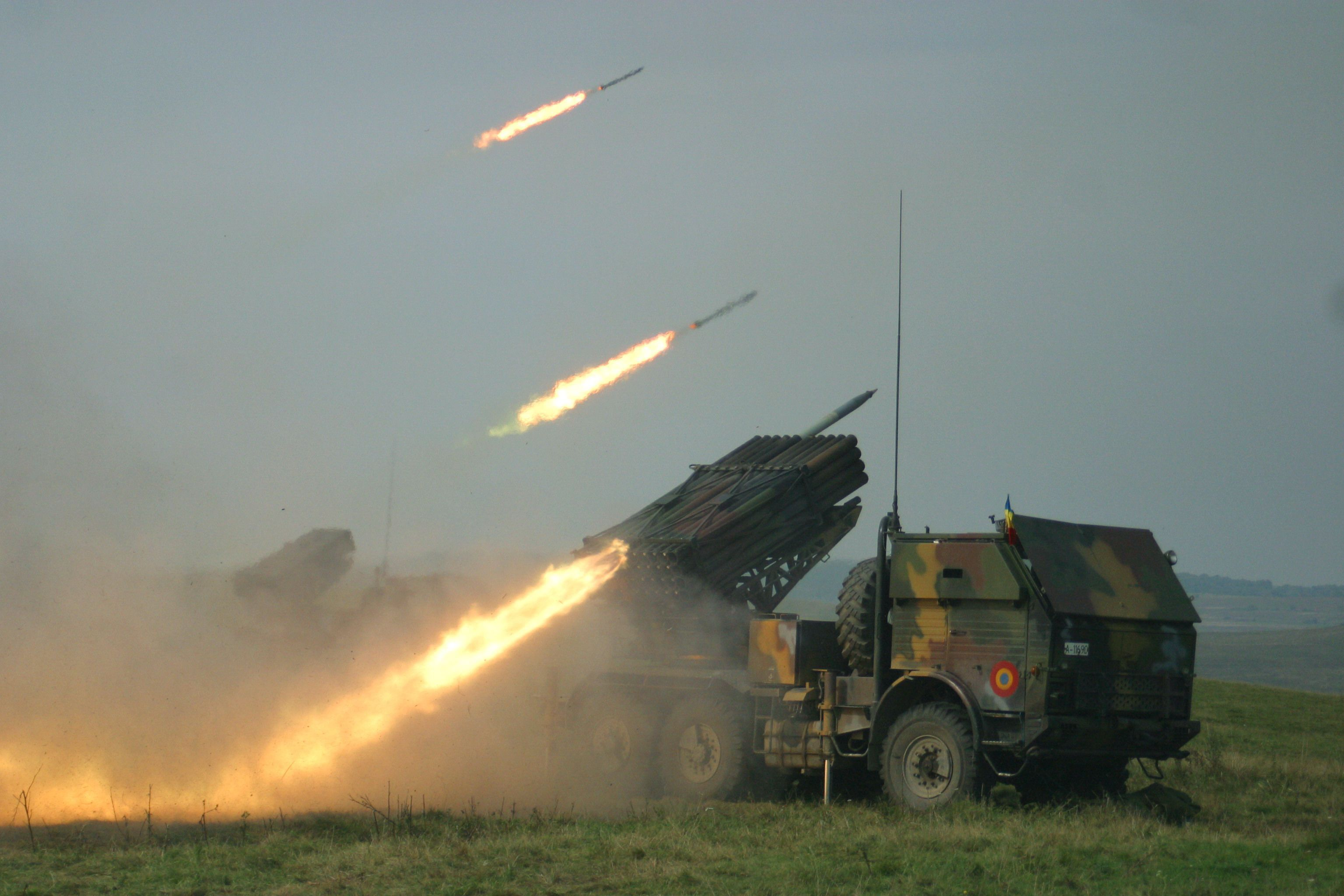
Lance-roquettes multiple LAROM lors d'un exercice de tir.

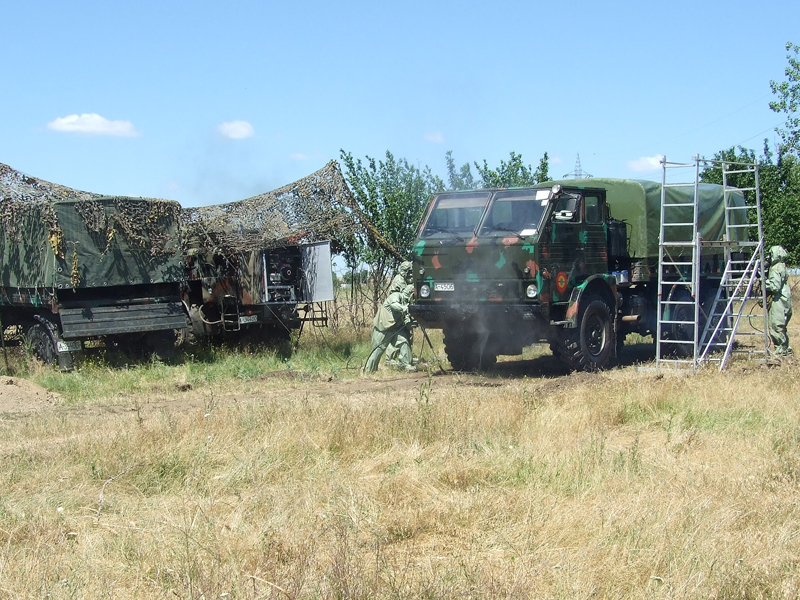
Membres du bataillon chimique, biologique, radiologique et nucléaire lors d'un exercice militaire.

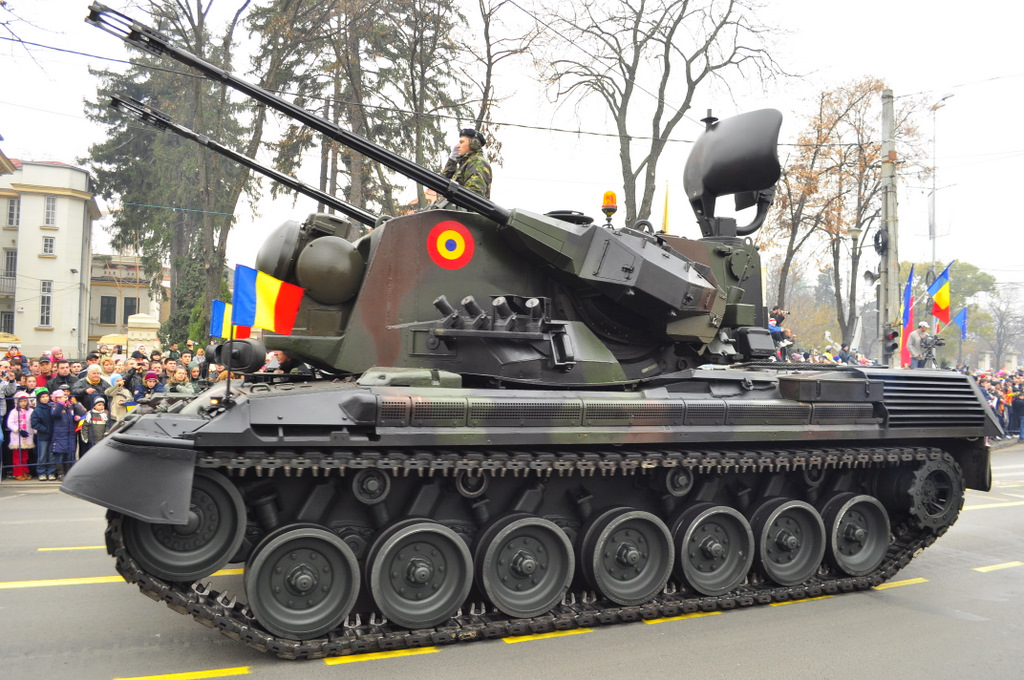
Un véhicule antiaérien Gepard lors du défilé de la fête nationale roumaine le 1er décembre 2009 à l'Arc de Triomphe de Bucarest.

En temps de paix, le commandant suprême des forces terrestres est le ministre de la Défense, tandis qu'en temps de guerre, le président assume le rôle de commandant suprême. Les principales formations de combat de Roumanie sont la 2e division d'infanterie Getica (nom antique de la Valachie) et la 4e division d'infanterie Gemina (en hommage à la légion romaine homonyme qui a combattu en Dacie sous Trajan). Jusqu'en 2015, les forces terrestres roumaines ont déployé une troisième division, à savoir la 1re division Dacia. Avant juin 2008, les 1re et 4e divisions étaient connues sous le nom de 1er corps d'armée territorial et de 4e corps d'armée territorial, et à leur tour elles étaient connues sous le nom de 1re armée et 4e armée avant 2000. Cependant, leur personnel ayant été considérablement réduit afin d'atteindre la compatibilité avec les normes de l'OTAN, ils ont été renommés et réorganisés en divisions. En 2010, le commandement du QG interarmées a été renommé Getica de la 2e division d'infanterie et a reçu des unités des 1re et 4e divisions d'infanterie.
La fête de l'Armée de Terre est célébrée chaque année le 23 avril.

## Équipement

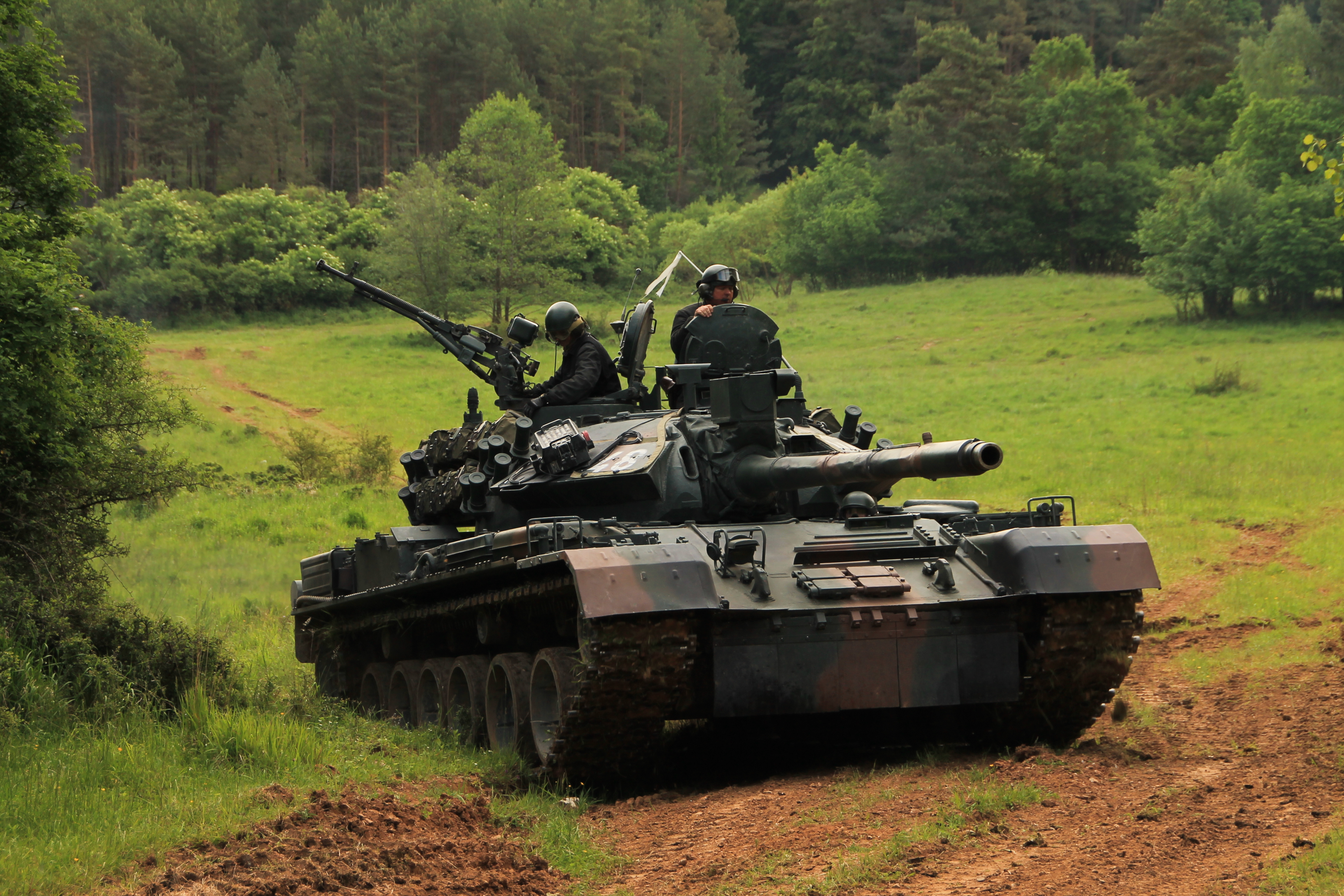
Un char TR-85 M1 lors d'un exercice militaire.

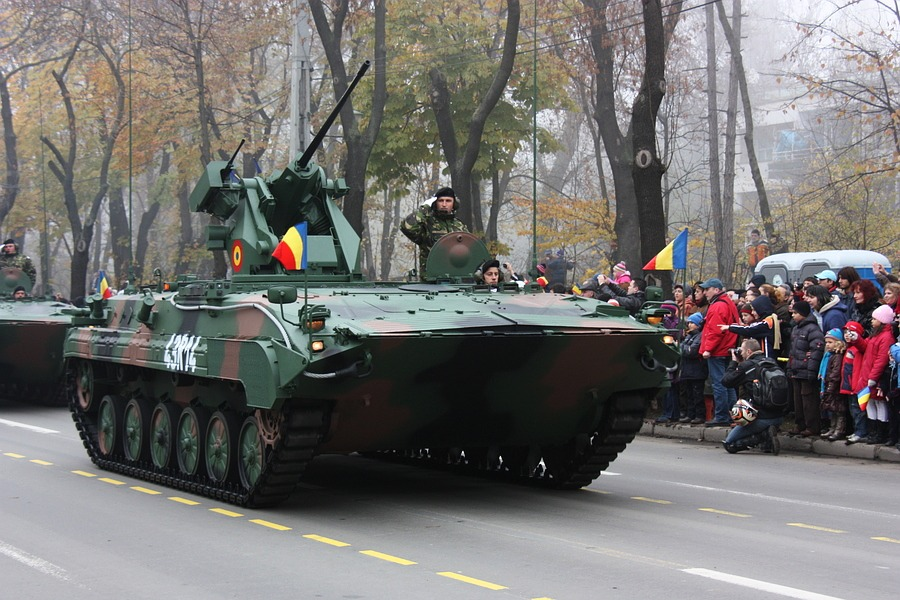
Un véhicule de combat d'infanterie MLI-84 M en parade à Bucarest.

Les forces terrestres roumaines ont complètement révisé leur équipement au cours des dernières années, en les remplaçant par des équipements plus modernes. Le char de combat principal TR-85 M1 « Bizon » et le véhicule de combat d'infanterie MLI-84 M « Jder » sont les équipements les plus modernes et produits dans le pays des forces terrestres roumaines. En outre, 43 anciens systèmes antiaériens allemands Flakpanzer Gepard ont été mis en service à la fin de 2004.
Les forces terrestres ont commandé environ 100 Humvee aux États-Unis ; les huit premiers ont été livrés à la police militaire en décembre 2006. 31 véhicules blindés suisse Piranha III (variante LAV III) et 60 véhicules à haute mobilité espagnol URO VAMTAC ont également été commandés en 2007 pour un déploiement en Irak et en Afghanistan. Les forces terrestres achètent également des véhicules blindés Piranha III supplémentaires en 2018. Les forces terrestres ont commandé 227 véhicules blindés Piranha V. Le premier lot de 36 véhicules, produit dans les installations de GDELS-Mowag à Kreuzlingen, en Suisse, est entré en service avec le 26e bataillon d'infanterie « Neagoe Basarab », également connu sous le nom de Red Scorpions, à Craiova en octobre 2020. 191 autres unités seront produites en Roumanie, à Bucarest Mechanical Factory.

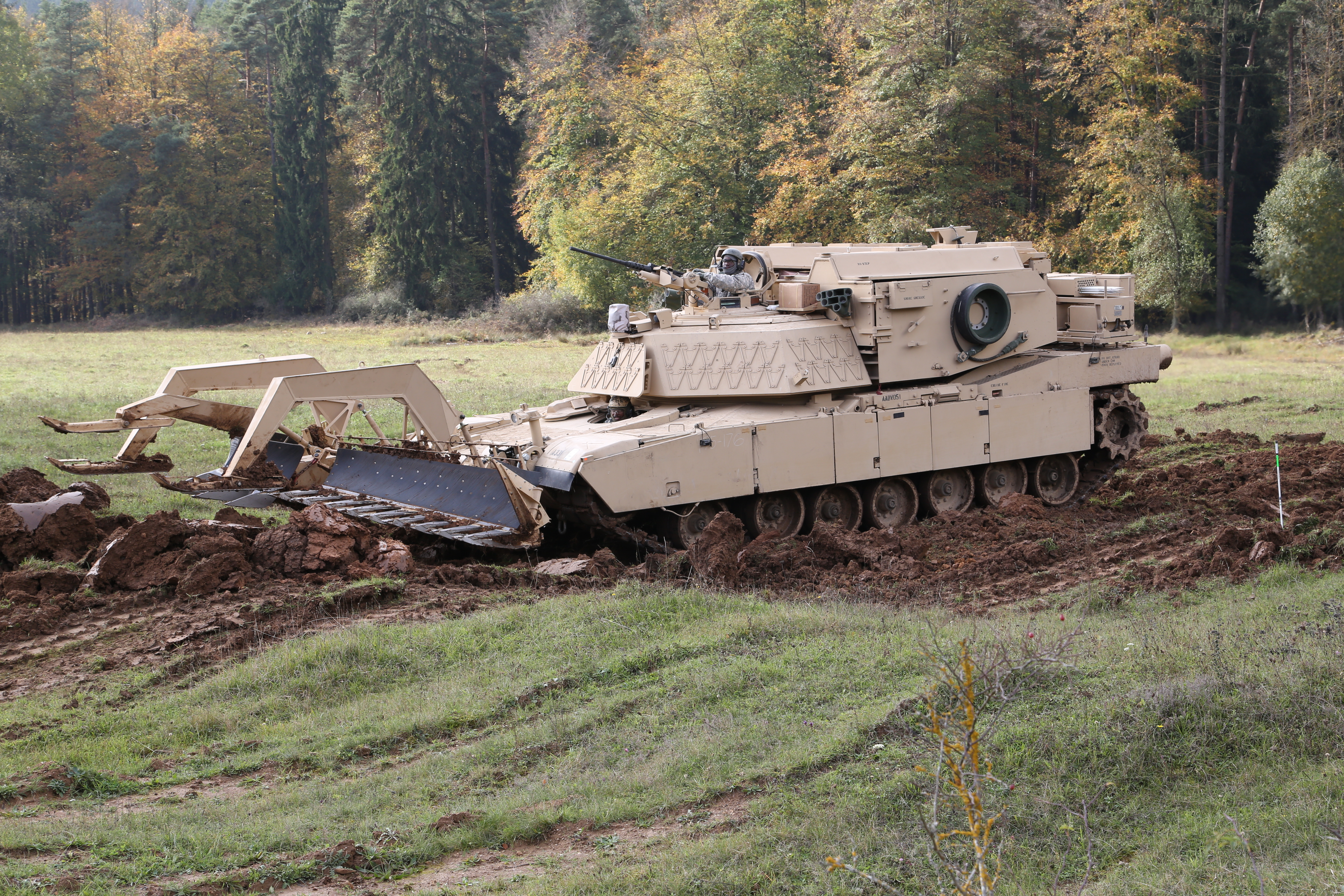
M1150

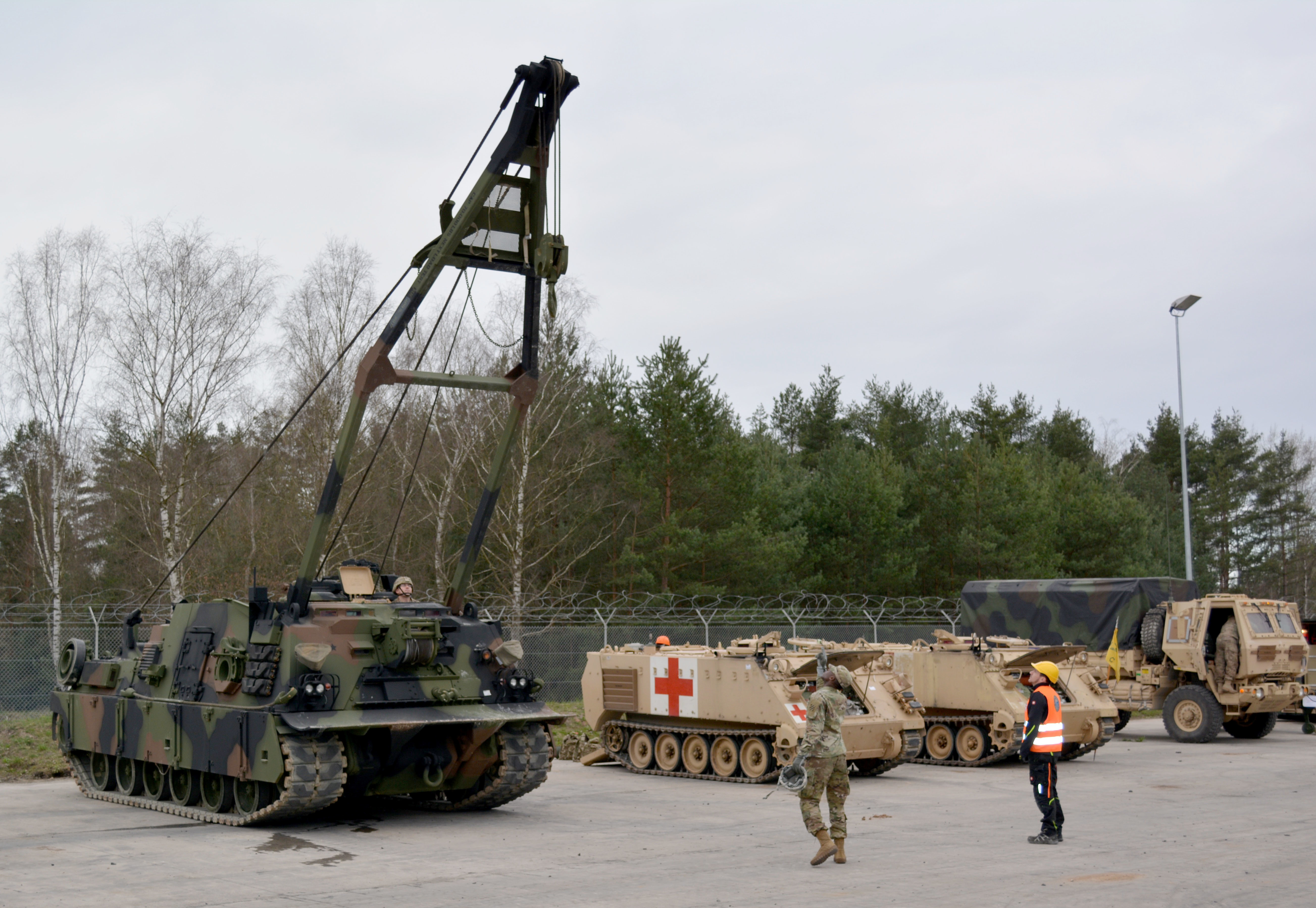
M882 Hercules

Résumé de l'équipement,,,,, :
| Équipement                                           | Nombre (en 1993) | Nombre (en 2009) | Nombre (en 2017) | Nombre (en 2023) | Futur |
| ---------------------------------------------------- | ---------------- | ---------------- | ---------------- | ---------------- | ----- |
| Chars de combat                                      |                  |                  |                  |                  |       |
| T-34                                                 | 1035             | 0                | 0                | 0                | 0     |
| T-55AM                                               | 756              | 165              | 250              | 220              | ?     |
| T-72                                                 | 30               | 0                | 0                | 0                | 0     |
| TR-580                                               | 413              | 42               | 42               | N/C              | ?     |
| TR-85                                                | 617              | 101              | 145              | 157              | ?     |
| M1A2 SEPv3                                           | 0                | 0                | 0                | 0                | 54    |
| Véhicules blindés de combat d'infanterie             |                  |                  |                  |                  |       |
| MLI-84M1 (en)                                        | 154              | 49               | 124              | 142              | ?     |
| Piranha V (en)                                       | 0                | 0                | 0                | 99               | ?     |
| Véhicules blindés de transport de troupes            |                  |                  |                  |                  |       |
| Otokar Cobra II                                      |                  |                  |                  |                  | 1059  |
| Piranha III                                          | 0                | 0                | 31               | 37               | ?     |
| MLVM (en)                                            | 53               | 75               | 75               | 76               | ?     |
| B-33 Zimbru (es)                                     | N/C              | 69               | 69               | 69               | ?     |
| TAB-71 (en)                                          | 1870             | 392              | 367              | 354              | ?     |
| TAB-77 (es)                                          | 155              | 155              | 140              | 153              | ?     |
| International MaxxPro                                | 0                | 0                | 60               | 60               | ?     |
| ABC-79M (en)                                         | 441              | 382              | 362              | 480              | ?     |
| BTR-40                                               | 26               | 0                | 0                | 0                | ?     |
| BTR-50                                               | 35               | 0                | 0                | 0                | ?     |
| BTR-60                                               | 50               | 0                | 0                |                  | ?     |
| Véhicules anti-chars                                 |                  |                  |                  |                  |       |
| SU-76                                                | 326              | 0                | 0                | 0                | 0     |
| SU-100                                               | 66               | 0                | 0                | 0                | 0     |
| ISU-152                                              | 20               | 0                | 0                | 0                | 0     |
| BRDM 2 - Malioutka                                   | 534              | 96               | 86               | 110              | ?     |
| BRDM 2 - Konkours                                    | 534              | 48               | 48               | 48               |       |
| Canons d'artillerie, obusiers et mortiers            |                  |                  |                  |                  |       |
| 2S1 Gvozdika 122 mm                                  | 6                | 6                | 6                | 6                | ?     |
| Model 89 122 mm                                      | 42               | 18               | 18               | 34               | ?     |
| APR-40 (bs) 122 mm                                   | 446              | 150              | 133              | 134              | ?     |
| LAROM 122 mm                                         | 0                | 0                | 54               | 36               | ?     |
| M142 HIMARS                                          | 0                | 0                | 0                | 36               | ?     |
| TAB-71 (en) (mortier 82 mm)                          | N/C              | N/C              | N/C              | 92               | ?     |
| ABC-79M (en) (mortier 82 mm)                         | N/C              | N/C              | N/C              | 85               | ?     |
| M-1982 (mortier 120 mm)                              | 603              | 274              | 266              | 266              | ?     |
| M240 (mortier de 240 mm)                             | 12               | N/C              | N/C              | N/C              | ?     |
| M-30 122 mm                                          | 458              | 42               | 72               | 72               | ?     |
| M-1954 130 mm                                        | 144              | 0                | 0                | 0                | ?     |
| M-1985 152 mm                                        | 370              | 348              | 350              | 351              | ?     |
| Skoda 100 mm                                         | 267              | 0                | 0                | 0                | ?     |
| D-20 152 mm                                          | 84               | 0                | 0                | 0                | ?     |
| Canon anti-chars                                     | 1450             | 233              | 218              | 218              | ?     |
| Missile balistique                                   |                  |                  |                  |                  |       |
| Scud                                                 | 13               | 0                | 0                | 0                | ?     |
| 9K52 Luna-M                                          | 12               | 0                | 0                | 0                | ?     |
| Systèmes de défense aérienne                         |                  |                  |                  |                  |       |
| Flakpanzer Gepard                                    | 0                | 18               | 42               | 41               | ?     |
| Oerlikon                                             | 0                | 24               | 24               | 24               | ?     |
| ZPU-2                                                | 1118             | N/C              | N/C              | N/C              | ?     |
| AZP S-60                                             | 1118             | N/C              | N/C              | N/C              | ?     |
| 2K12 Koub                                            | 62               | N/C              | N/C              | 32               | ?     |
| 9K33 Osa                                             | 62               | N/C              | N/C              | 16               | ?     |
| CA-95                                                | 62               | N/C              | N/C              | 48               | ?     |
| Véhicules, systèmes et équipements du Génie          |                  |                  |                  |                  |       |
| MLI-84M TEHEVAC (en)                                 | N/C              | N/C              | N/C              | 3                |       |
| TERA-71L (en)                                        | N/C              | N/C              | N/C              | 8                |       |
| TERA-77L (BTR-70)                                    | N/C              | N/C              | N/C              | 44               |       |
| BLG-67 (Véhicule blindé pontonnier)                  | N/C              | N/C              | N/C              | 43               |       |
| M1110                                                | 0                | 0                | 0                | 0                | 4     |
| M88A2 Hercules                                       | 0                | 0                | 0                | 0                | 4     |
| M1150                                                | 0                | 0                | 0                | 0                | 4     |
| Véhicules, systèmes et équipement pour la logistique |                  |                  |                  |                  |       |
| M1120A4 HEMTT (LHS)                                  | 0                | 0                | 0                | 0                | N/C   |
| M978A4 HEMTT                                         | 0                | 0                | 0                | 0                | N/C   |
| Oshkosh M1300                                        | 0                | 0                | 0                | 0                | N/C   |
| Remorque M1302                                       | 0                | 0                | 0                | 0                | N/C   |
| Remorque à carburant M107A1                          | 0                | 0                | 0                | 0                | N/C   |
| Remorque M1076 avec système de chargement palettisé  | 0                | 0                | 0                | 0                | N/C   |

## Forces spéciales

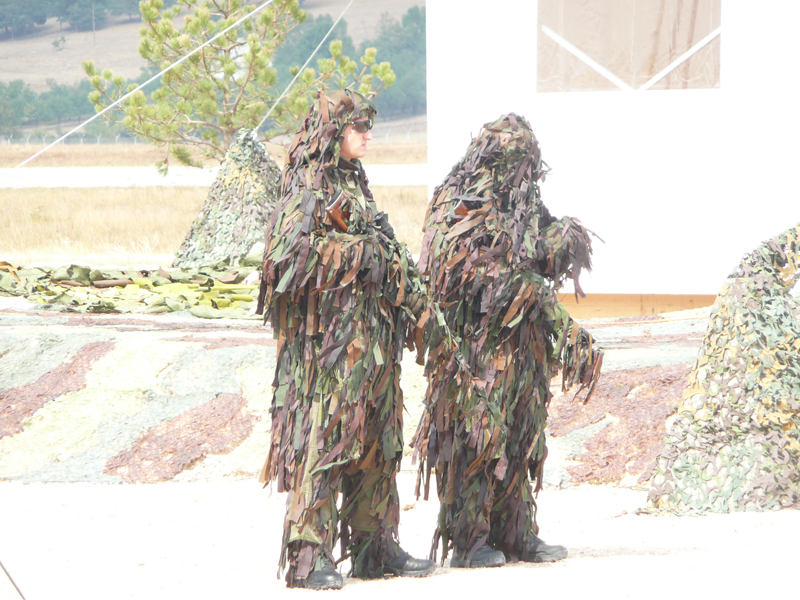
Équipe de tireurs d'élite du 1er bataillon d'opérations spéciales (The Eagles).

L'évolution des forces spéciales au sein des forces terrestres roumaines a conduit à la création du 1er régiment d'opérations spéciales le 1er août 2009, dont le siège est à Târgu Mureș. Elle est ensuite devenue la 6e brigade d'opérations spéciales le 25 octobre 2011, composée d'un bataillon d'opérations spéciales, de deux bataillons de parachutistes et d'un bataillon logistique.
L'unité la plus célèbre et la mieux formée est le 1er bataillon d'opérations spéciales « Vulturii », qui a été légalement créé fin 2005, après que plusieurs lots de diplômés aient déjà été sélectionnés. Les membres du bataillon des forces spéciales ont bénéficié de cours à l'étranger, tels que le cours United States Army Special Forces (Green Berets), le cours United States Marine Corps Force Recon, ainsi que d'autres cours[pas clair]. Le bataillon des forces spéciales est devenu pleinement opérationnel en 2007, après qu'une compagnie avait déjà été mise en service au début de 2006. En 2018, la 6e brigade d'opérations spéciales a été transformée en commandement des forces d'opérations spéciales étant directement subordonnée à l'état-major général de la défense.
Les bataillons de reconnaissance roumains actuels (le 313e, le 317e et le 528e) sont également considérés comme des unités des forces spéciales, et ont été formés dans les années 1960 sous le régime communiste. Après la révolution, les unités ont souffert d'un manque de fonds qui a entraîné la dissolution temporaire du 313e bataillon. Cependant, leur équipement a été complètement remanié au cours des dernières années et la préparation au combat et les capacités ont retrouvé toute leur force.
La brigade d'intervention rapide (DIR) du ministère de la Défense est une unité d'opérations spéciales d'élite appartenant actuellement à la police militaire roumaine. C'est une unité spéciale au sein de l'armée, formée d'individus hautement qualifiés, un très grand pourcentage de ses membres étant des champions d'arts martiaux, de kickboxing, de disciplines sportives, etc[réf. nécessaire]. DIR était, jusqu'en décembre 2003, top secret.

## Missions internationales

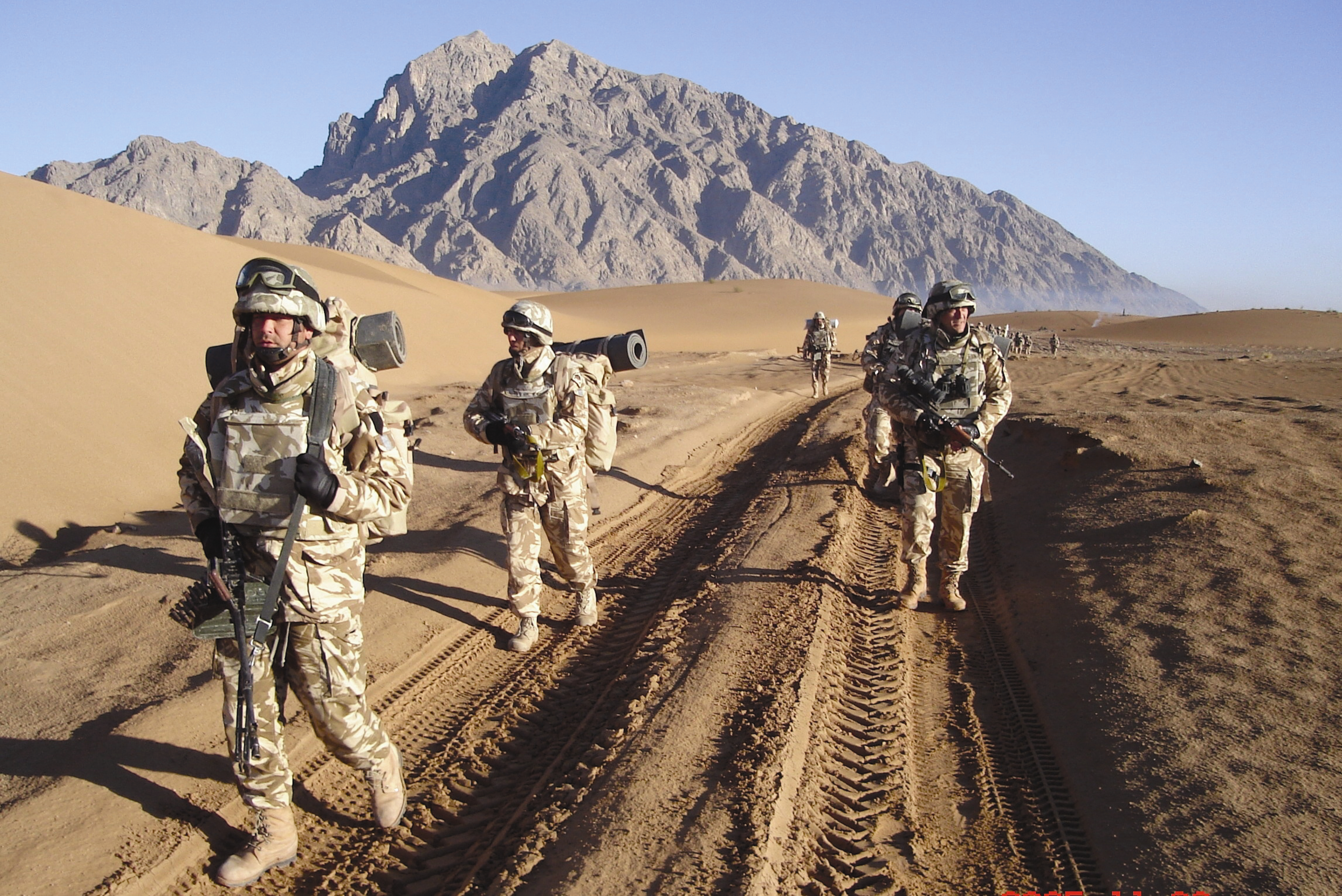
Mission de patrouille en Afghanistan.

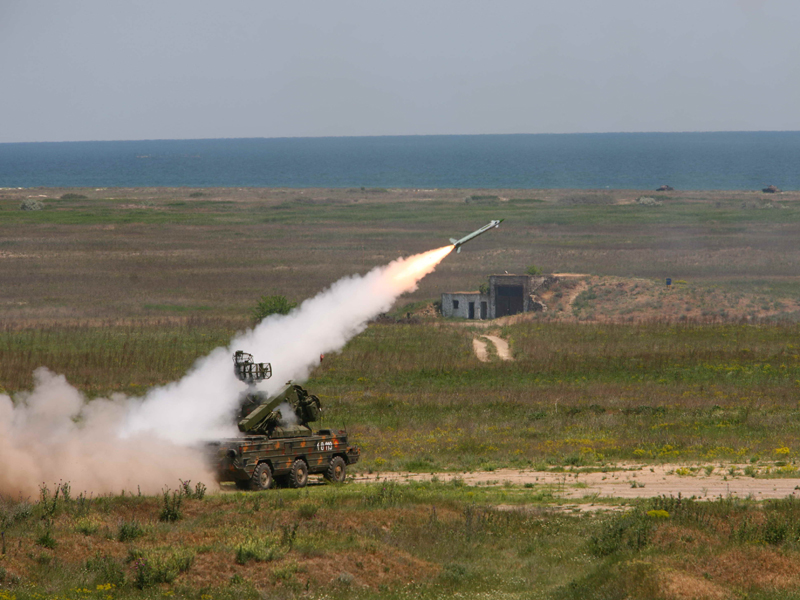
Lancement du missile SA-8 Gecko sur le champ de tir de cap Midia.

Les troupes suivantes sont déployées à l'étranger : 
- 45 personnes en Bosnie-Herzégovine (23 à Sarajevo et 22 à Banja Luka) – dans le cadre de l'EUFOR, depuis 2000
- 150 personnes à Peć, république du Kosovo - dans le cadre de la KFOR

## Entraînement
Après la Révolution roumaine, de nombreux champs de tir et zones d'entraînement ont été fermés et abandonnés faute de fonds. Actuellement, les écoles militaires et les unités de formation des forces terrestres roumaines sont directement subordonnées au quartier général central. Il existe 5 lycées militaires (Câmpulung Moldovenesc, Alba Iulia, Craiova, Breaza et Constanța), cinq académies militaires, une école d'officiers (Pitești), 3 écoles de formation (Sibiu, Pitești, Buzău) et 9 bataillons de formation.
Au cours des dernières années, de nombreux exercices d'entraînement ont eu lieu en Roumanie avec d'autres pays des Balkans ou alliés. La plupart de ces exercices ont eu lieu à Babadag, qui est l'un des champs de tir d'entraînement et des installations militaires les plus grands et les plus modernes d'Europe, avec une superficie totale de 270 km2. Il a été annoncé le 6 décembre 2006 que 1 500 soldats américains stationnés à Mihail Kogălniceanu, qui formeront à terme la Force opérationnelle interarmées Est, utiliseront Babadag comme base d'entraînement.

## Grades et insignes
Les forces terrestres roumaines distinguent quatre cheminements de carrière : les officiers (Ofiţeri), les sous-officiers (Maiştrii militari), les sous-officiers (Subofiţeri) et les hommes de troupe (Soldaţi şi gradaţi voluntari ). Le grade de maréchal ne peut être attribué qu'en temps de guerre par le président de la Roumanie; en fait, la Roumanie n'a eu que trois maréchaux issus du rang des officiers dans son histoire : Ion Antonescu, Alexandru Averescu et Constantin Prezan. Les rois Ferdinand Ier, Carol II et Michel Ier ont également occupé le grade de maréchal de Roumanie. Le roi Carol Ier occupait simultanément les grades de maréchal russe et de maréchal allemand.